# Kützkow
Kützkow [kʏʦˈkoː] ist ein Gemeindeteil der Stadt Havelsee im Landkreis Potsdam-Mittelmark im Land Brandenburg und ist Teil des Amtes Beetzsee. 2002 schloss sich die Stadt Pritzerbe, zu dem Kützkow seit 1950 gehörte, freiwillig mit der Stadt den Gemeinden Briest, Fohrde und Hohenferchesar zur Stadt Havelsee zusammen, zu welcher 2008 noch das Dorf Marzahne wechselte. Kützkow liegt als einziger Gemeindeteil westlich der Havel. Kützkow ist von drei Seiten, Westen, Norden und Osten, vom Naturschutzgebiet Untere Havel Süd eingeschlossen.

## Geschichte
Bereits in vorgeschichtlicher Zeit war die Gegend Havelsees von Menschen bewohnt. Anhand archäologischer Funde konnten Besiedlungen des Raums spätestens seit der mittleren Steinzeit nachgewiesen werden. So wurden im Gebiet des Pritzerber Sees zahlreiche Artefakte aus Knochen und Geweih ausgegraben, die in die jungpaläolithische beziehungsweise mesolithische Zeit datiert werden konnten. Man fand beispielsweise Spitzen, knöcherne Angelhaken und ein Schwirrgerät. Bei Kützkow wurden Gräber aus der späten römischen Kaiserzeit gefunden.
In seinem Werk Germania beschreibt Tacitus die Gegend östlich der Elbe bis an die Oder als Siedlungsgebiet des suebischen Stamms der Semnonen. Bis auf wenige Restgruppen verließen die Semnonen noch vor beziehungsweise spätestens während der Zeit der Völkerwanderung ab dem 3. beziehungsweise 4. Jahrhundert ihr altes Siedlungsgebiet an der Havel in Richtung des Rheins. Ab dem 6. Jahrhundert zogen slawische Stämme aus dem Osten kommend in den nach der Abwanderung der Germanen seit etwa einhundertfünfzig Jahre weitgehend siedlungsleeren Raum. Reste germanischer Bevölkerung gingen in der slawischen Mehrheitsbevölkerung auf.
Kützkow entstand als Dorf an der Havel gegenüber von Pritzerbe einige Jahrhunderte später. Der Name des Ortes leitet sich von einem slawischen Namen ab und bedeutet etwa Wohnort eines Mannes namens Kucek. Erstmals erwähnt wurde Kützkow als Cusk und später als Kuczkow in den magdeburgischen Lehnsregistern nach 1368. Es war zu dieser Zeit Lehnsbesitz unterschiedlicher Vasallen. In den Registern wurden unter anderem die Familien von Zille, von dem Werder und vom Rosenberg genannt. 1400 befand sich das gesamte Dorf im Lehnsbesitz der Familie vom Rosenberg, ehe im weiteren Verlauf des 15. Jahrhunderts Teile vorübergehend auch an das Brandenburger Domkapitel kamen. 1480 ist die Familie von Lochow hier besitzlich; 1585 ging das Rittergut für fünfunddreißig Jahre an die Familie von Plotho, bevor es im Jahre 1620 in den persönlichen Besitz des Magdeburger Domherren Christoph von Görne wechselte. 1625 wurde Kützkow zu seinem und seiner Familie Lehen erklärt. Dieser gehörte unter anderem der preußische Finanzminister Friedrich von Görne an, der 1710 Kützkow im Tausch gegen die Herrschaft Plaue verließ, während aus Plaue sein Neffe Lewin Werner von Görne auf das Rittergut wechselte. Laut Aufzeichnungen aus dem Jahr 1742 gehörten zu dieser Zeit eine Schäferei, eine Mühle, eine Brauerei und eine Brennerei zum Ort. Die Familie von Görne bewirtschaftete das Gut noch bis zum Jahr 1782.

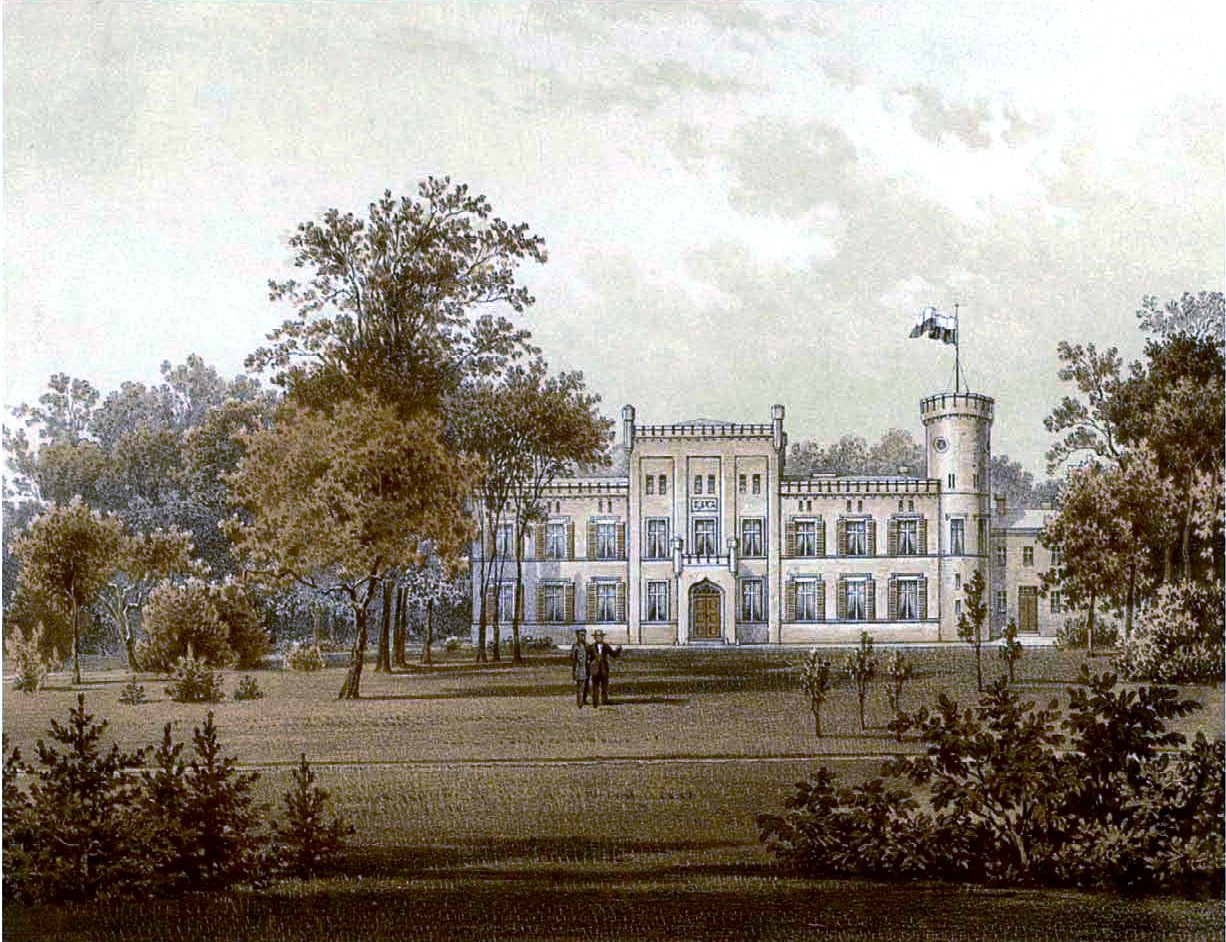
Schloss Kützkow um 1875/77, Sammlung Alexander Duncker

Von 1783 bis 1805 war die Gräfin Caroline von Eickstedt-Peterswald Besitzerin des Dorfes und des Ritterguts. Diese spendete mit 155.000 Talern ein Armenlegat für die Ortschaften Kützkow, Tieckow und Bahnitz.
1815 wurde in Preußen nach den Befreiungskriegen und den damit zusammenhängenden politischen Veränderungen die preußische Provinz Sachsen gegründet, deren Grenze im Bereich Havelsee der Fluss war. Kützkow kam im Gegensatz zu den anderen Gebieten der heutigen Stadt zu Sachsen, da es auf dem Westufer liegt. Ein Jahr später, 1816, wurde innerhalb Sachsens der Landkreis Jerichow II gegründet, zu dem Kützkow bis zur Eingemeindung nach Pritzerbe gehörte.
Der Enkel der Gräfin Eickstedt, ein Herr von der Reck, verkaufte das Gut 1818 an einen Herrn Paalzow, der auch das benachbarte Wendeburg hinzuerwarb, diesem folgte 1857 durch Kauf Herr Gustav sen. von Schnehen (1808–1893), seines Zeichens königlich preußischer Regierungsrat und Rechtsritter des Johanniterordens. Der neue Kützkower Gutsherr war verheiratet mit Rose von Pieschel-Altenplathow. Um 1922 betrug die Gutsgröße mit ca. 897 ha Land sowie noch 19 ha an kleineren Flächen und Anteilen am Rittergut Bähnitz. Eigentümer und Gutsvorsteher war zu jener Zeit dann Gustav jun. von Schnehen. Er begann seine Laufbahn standesgemäß auf dem Internat der Ritterakademie Brandenburg, wie weitere Nachfahren. Auch zeigte er Interesse an Genealogie und Heraldik. Im Besitz dieser Familie blieb das Gut bis zur Enteignung durch die Bodenreform in der Sowjetischen Besatzungszone 1945. Letzter Rittergutsbesitzer war der jüngste Sohn des Vorgenannten, Hermann von Schnehen-Kützkow (1902–1981).
Am 30. September 1928 wurde der Gutsbezirk Kützkow mit der Landgemeinde Kützkow vereinigt. Nach dem Ersten Weltkrieg war Julius Wilhelm Ferdinand Ebeling bis 1933 Rittergutspächter in Kützkow. Die Einwohnerzahl der Gemeinde lag in den Jahren 1933 bei 149 und 1939 bei 179. Bis 1945 hatte Kützkow ein Schloss, welches kurz nach Ende des Zweiten Weltkriegs niederbrannte und nicht wieder aufgebaut wurde. Am 1. Juli 1950 wurde die Gemeinde Kützkow in die Stadt Pritzerbe eingemeindet und gehörte zum Land Brandenburg beziehungsweise zwischenzeitlich zum Bezirk Potsdam. Nach dem Zweiten Weltkrieg und der Gründung der DDR 1949 wurde Kützkow mit allen heute zu Havelsee gehörenden Orts- und Gemeindeteilen 1952 dem Landkreis Brandenburg, der 1993 im Kreis Potsdam-Mittelmark aufging und damit dem neuen Bezirk Potsdam, der bis 1990 bestand, zugeordnet.

## Havelfähre

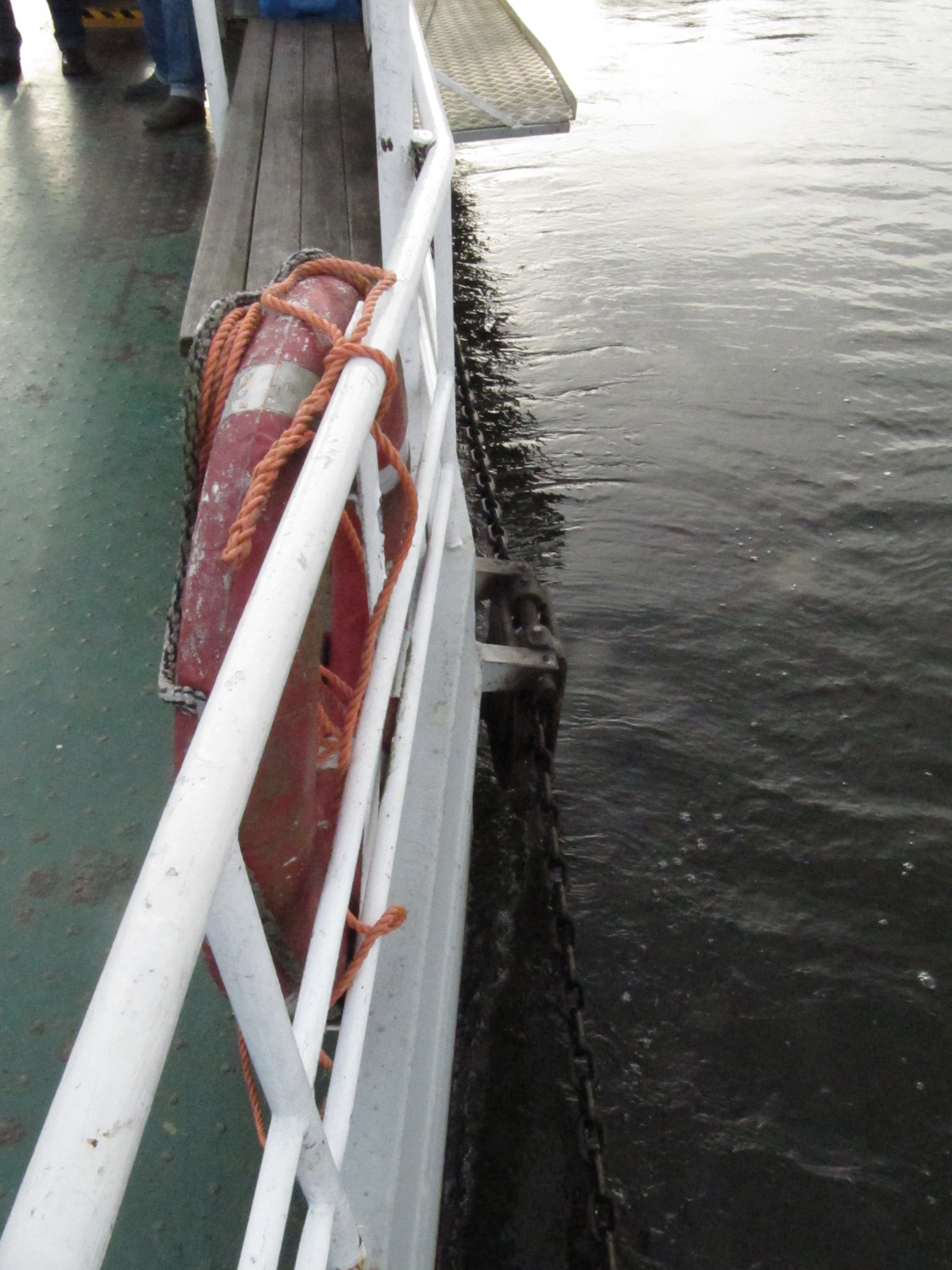
Die Fahrkette zum Antrieb der Fähre Pritzerbe

Zwischen Pritzerbe und dem Gemeindeteil Kützkow verkehrt die nicht frei fahrende Fähre Pritzerbe über die Havel. Eine Fährverbindung an dieser Stelle besteht grundsätzlich schon spätestens seit dem Jahr 1385, als sie das erste Mal urkundlich erwähnt wurde. In den frühen Jahrhunderten wurden die Fährkähne zunächst über die Havel gestakt. Seit dem späten 18. Jahrhundert wurden Besitzerwechsel der Fähre in den Grundbüchern der Stadt vermerkt. So erwarb 1788 der Fährmann Johann Friedrich Hartwig die Rechte an der Fährverbindung von der Königlichen Kriegs- und Domänenkammer zu Magdeburg. Durch Erbschaften kamen diese Rechte 1818 an den Kaufmann August Wilhelm Friedrich Hartwig und 1834 an dessen Witwe Caroline Friederike, geborene Hintze. Sie verkaufte ihre Rechte 1855 an den Kaufmann Wilhelm Gottlieb Robert Hartwig. 1883 genehmigte der Regierungspräsident von Diesberg eine Ketten- beziehungsweise Seilfähre. Für den Betrieb der Fähre an einem Fährseil wurde eine jährliche Anerkennungsgebühr von damals fünf Reichsmark erhoben. Am 27. Dezember 1922 wurde die Fähre an die Rittergutsbesitzer Gustav von Schnehen aus Kützkow und Botho von Knoblauch aus Buschow und an den Kaufmann Friedrich Stimming aus Pritzerbe jeweils zu gleichen Anteilen verkauft. Am 3. Juli 1925 übernahm der Verkehrsverein Pritzerbe-Kützkow e. V. Pritzerbe die Fähre. Am 7. September 1932 wurde die Stadt Pritzerbe Eigentümer.
Zum Ende des Zweiten Weltkriegs wurde die Fähre von deutschen Truppen gesprengt, sodass nach dem Krieg ein neues Fährschiff beschafft werden musste. Pächter waren Wilhelm Schwarz, Fritz Dammasch und Walter Wernsdorf, die im Dreischichtbetrieb arbeiteten. Die neue Fähre wurde an zwei Seilen geführt und mit sogenannten Holzklemmen gezogen. Gegen Ende der 1950er Jahre wurde erstmals eine motorisierte Fähre eingesetzt, die bis 1990 mit einem Einzylinder-Dieselmotor angetrieben wurde. Im Zusammenhang mit einer Erhöhung des Pachtzinses nach der Motorisierung der Fähre wurden die Pachtverhältnisse aufgegeben. Betreiber war zunächst die Stadt Pritzerbe und ist jetzt die Stadt Havelsee. Schwarz und Dammasch gaben den Fährdienst später auf, Walter Wernsdorf arbeitete als Fährmann im Dienste der Stadt Pritzerbe. 1990 wurde die Fähre wieder durch einen Neubau ersetzt, der von einem Dieselmotor angetrieben wird. Dieser Motor wirkt über eine Kupplung auf Kettenräder auf eine lange, quer im Fluss verlegte Kette. Das Fährfahrzeug zieht sich an dieser Kette über die Havel. Ein Drahtseil dient als Führung und Sicherung. Gegenwärtig sind vier Fährleute bei der Kommune angestellt. In den Sommermonaten mit dem größten Fahrgastaufkommen werden täglich bis zu 500 Personen und 100 Fahrzeuge übergesetzt.